# Еґон Циммерманн
Еґон Циммерманн  (нім. Egon Zimmermann; 8 лютого 1939 — 23 серпня 2019) — австрійський гірськолижник, олімпійський чемпіон.

## Виступи на Олімпіадах
| Олімпіада     | Дисципліна         | Місце  |
| ------------- | ------------------ | ------ |
| Інсбрук 1964  | швидкісний спуск   | 1      |
| Інсбрук 1964  | гігантський слалом | участь |
| Гренобль 1968 | швидкісний спуск   | 13     |